# エロ生☆パラダイス
エロ生☆パラダイス（エロなまパラダイス）は、インターネットテレビ「GyaO」のGyaOジョッキーで生放送されていたトークバラエティ番組である。大人向けの内容ではあるが生放送に視聴年齢制限はない。2008年4月1日から放送開始し、2009年3月31日に終了した。通称「エロパラ」、「エロ生」など。前番組は「エロ☆パラNight」。次番組は、「デラ☆エロパラ」。

## 概要
GyaOジョッキー週間生放送ランキングで1位を取ることが多い。
AV女優をゲストに迎え大喜利、早着替え等を行う。ゲストへの定番の質問があり「好きな男性器のタイプ」が訊かれる。
お土産のAVは、森田が一週持ち帰った上で使用し、次回の視聴者プレゼントになる。
エクストラカメラ（エロカメラとも）と言う机下から下半身を撮るカメラがある。
2と8の付く日の放送は「ノーパンデー」としてアシスタントはノーパンで参加する。特にその日は椅子が濡れてしまう程になるらしい。
「エロ☆パラNight」から新番組に移行するにあたり、エロパラという通称を変えずに新番組名を決めようとスタッフとMC・森田悟が考えていたところ、目の前に生ビールがあったことから、生という文字をつけ、『エロ生☆パラダイス』に決まったとのこと。
視聴者からの物品提供が多い。新企画の提案も多数寄せられ番組に反映される事が良くある。

## レギュラー出演者とゲスト
レギュラー出演者
- SEX MC - 森田悟[2]（スパローズ）
- SEXアシスタント（週交代） - かすみ果穂／君野ゆめ[3]

### ゲスト
⚫印の回は、ノーパンday。

## エロパラ用語
この番組で決まっているオブラートに包んだ用語。愛液の表現に関しては、そのまま呼んでもいいらしい。
- クロマティー - 女性器の事。前番組に引き続きこの呼称を使用することになっている。
- リングス - クンニリングスを略したもの。

## コーナー
ラップでチュウチュウ（2008年10月21日 - ）
2008年10月21日からの視聴者企画。カメラのレンズにラップを被せキスをしたり舐め回したりする。先ずアシスタントが手本を見せる。口許のアップになり艶かしく動く唇や舌が卑猥であると好評。
YES!NO! バイブQuestion!（2008年8月26日 - ）
ゲストが無線ローター（小型バイブレーター）を自分の乳首に当て質問された答えがYesの場合はスイッチを入れる。ゲストの反応を見てYesなのかNoなのかを判断する。2008年12月16日の放送で持田茜が股間に入れるなど暴走した為に一時期影を潜めていた。
エア騎乗位（2008年10月28日 - ）
初期は椅子に跨って騎乗位のマネをしていたが臨場感が足りないと思った視聴者が「第一回エロ生☆サミット」の時に乗馬健康器具のロデオボーイを提供することを約束し、誕生した。その視聴者のチャット名にあやかり通称「ZEROデオボーイ」と呼ばれている。
プレゼント争奪!べーすけ大喜利Super
お題に対して大人向けの解答を募るコーナー。優秀者にはセクシーポラやお土産AVがプレゼントされる。
コスプレ生着替えSuper
今まで着ていた私服から30秒以内にナースなどのコスプレに早着替えをするコーナー。ノーブラが必須となる。
ちゅんちゅんゲームHyper&告知
早着替え後に告知をしようとすると「ちょっと待った!!」と止められゲームの参加を必須条件とされる。その衣装のまま水鉄砲で透け乳首になる様に“ちゅんちゅん”と水をかけられる。告知時間はフリップより乳首を中心に映される。
おかずになる一言
毎回最後に、アシスタントとゲストが視聴者の夜のおかずになる一言を言ってもらう。
欲望タイム・ぶっかけタイム
2回以上出演してくれたゲストの時だけ開催。30秒間時間が与えられ、ゲストがいろんなことを言ってもらい、パソコンにぶっかけてみる企画。ちなみに、パソコンの補償はしないと森田が公言している。
その他のコーナーなど
おっぱい交換、かすみ果穂のイキ顔、君野ゆめのちょっとエッチな韓国語講座等。

## 特別番組 エロ生☆サミット
森田とスタッフが良い番組作りのために視聴者を交えて会議をする。アーカイブには残らない。
- 第一回の改良点（2008年10月14日、25時00分 - 25時45分ごろまで）
  - ゲストの登場には三輪車に乗って登場する。
  - カメラにラップを張りそれを舐める企画→ラップでチューチュー
  - 2と8の付く放送日はアシスタントがノーパンになる（月単位ではない）→ノーパンデー
- 第二回（2009年3月10日、24時00分 - 24時50分まで）
  - いろいろ試したうえで4月から徐々に使っていくことになった。
  - チャッターの中でテレホンSEXをしてくれる方を募集する。

お試し企画
番組始まってから楽屋を全速力で走ってスタジオに入ってくる。息を切らした女に色気を感じるかも...!?（3/17）
結果：かすみ果穂がトイレに行っていた事もあり盛り上がりに欠けたが、スカトロトークなど別な意味で盛り上がった。

## アシスタント・ゲストのお土産
括弧内は出演日時。
※ レーベル初登場順。

## 記録

### レギュラー陣
MCとアシスタントのノーパンでの出演回数（最終結果）
- 君野ゆめ - 5回
- かすみ果穂 - 2回
- 森田悟 - 1回

アシスタントがお土産を持ち込んだ回数（最終結果）
- かすみ果穂 - 11回
- 君野ゆめ - 4回

### ゲスト
2009年3月31日現在、「エロ☆パラNight」を含む。
ゲストの出演回数（最終結果）
- 出演3回 - KYOKO（#1、#10、#25）
- 出演2回
  - 相崎琴音（#3、#36）
  - 板垣あずさ（#9、#23）
  - 紗奈（#14、#32）
  - 翔田千里（#17、#46）
  - 範田紗々（#22、#45）
  - あのあるる（#29、#39）
  - Hitomi（#30、#38）

ゲストのお土産DVDレーベル別登場回数（最終結果）
- 第1位 - 6人（ディープス）
- 第2位 - 5人
  - SODクリエイト
  - S1
- 第4位 - 3人
  - MOODYZ
  - アリスJAPAN
  - ピュアネスプラネット
- 第7位 - 2人
  - kawaii*
  - Waap
- 第9位 - 1人
  - h.m.p
  - MAXING
  - KUKI
  - ミュージアムネクスト
  - kawaii*
  - UGANDA
  - kira☆kira
  - プレステージ
  - ナチュラルハイ
  - MUTEKI
  - マドンナ
  - OPPAI
  - ダスッ
  - アタッカーズ
  - Kichu

アシスタントも含めた累計出演女優数
69人（+37人）
出演後引退した累計人数
10人

## 絶対領域侵犯！夜のギフトコレクション
エロ生☆パラダイス分。2009年のバレンタインディを記念しダイジェストとして作られたものである。2009年3月30日までの期限公開。
○○舐め舐め セレクション
出演：森田悟、かすみ果穂、君野ゆめ、藤浦メグ、花井メイサ、琴乃、範田紗々、持田茜
「ラップでチュウチュウ」のダイジェスト版。
コスプレ生着替え ポロリセレクション
出演：森田悟、かすみ果穂、君野ゆめ、藤浦メグ、花井メイサ、琴乃、範田紗々
「コスプレ生着替えsuper」のダイジェスト版。
水鉄砲で○○透け透け セレクション
出演：森田悟、かすみ果穂、君野ゆめ、藤浦メグ、花井メイサ、琴乃、範田紗々
「チュンチュンゲームhyper」のダイジェスト版。
まる見えエロカメラ セレクション
出演：森田悟、かすみ果穂、君野ゆめ、藤浦メグ、花井メイサ、琴乃、範田紗々、持田茜
「エクストラカメラ」のダイジェスト版。
GyaOでも限界！酔いどれ大暴走！！番組終わっちゃうよ。セレクション
出演：森田悟、かすみ果穂、持田茜
2008年12月16日放送の持田茜が暴走した回のダイジェスト版。

## 備考
- 直の乳首の露出はご法度だが透け乳首は許されている。
- 宣伝用ポスターはテレフォンショッキング風に森田が「これ貼っといて」ということがある。